# Lichinodium sirosiphoideum
Lichinodium sirosiphoideum är en lavart som beskrevs av Nyl. Lichinodium sirosiphoideum ingår i släktet Lichinodium och familjen Lichinaceae.  Arten är reproducerande i Sverige. Inga underarter finns listade i Catalogue of Life.